# Janakinagar (Kailali)
Janakinagar (nepalski: जानकीनगर) – gaun wikas samiti w zachodniej części Nepalu w strefie Seti w dystrykcie Kailali. Według nepalskiego spisu powszechnego z 2001 roku liczył on 792 gospodarstw domowych i 5149 mieszkańców (2534 kobiet i 2615 mężczyzn).